# Atrilinea roulei
Atrilinea roulei es una especie de peces de la familia de los
Cyprinidae en el orden de los Cypriniformes.

## Morfología
Los machos pueden llegar alcanzar los 12 cm de longitud total.

## Alimentación
Come larvas de insectos acuáticos y algas (incluyendo diatomeas)

## Hábitat
Es un pez de agua dulce y de clima subtropical.

## Distribución geográfica
Se encuentran en Asia: río Qiantang (la China ).